# Dan Mathunjawa
Dan Mathunjawa (* 1. Juni 1970) ist ein ehemaliger eswatinischer Amateurboxer. Er trat bei den Olympischen Sommerspielen 1996 in Atlanta an. In seinem Erstrundenkampf des Mittelgewichtsturniers schied er gegen Ľudovít Plachetka aus.